# Groupe E de la Coupe du monde de football 1998
Navigation
- A
- B
- C
- D
- E
- F
- G
- H

- 1/8e f.
- 1/4 f.
- 1/2 f.
- Finale

Le groupe E de la Coupe du monde 1998, qui se dispute en France du 10 juin au 12 juillet 1998, comprend quatre équipes dont les deux premières se qualifient pour les huitièmes de finale de la compétition.
Le premier de ce groupe affronte le deuxième du groupe F et le deuxième de ce groupe affronte le premier du groupe F.

## Classement
|   | Équipe       | Pts | J | G | N | P | Bp | Bc | Diff |
| 1 | Pays-Bas     | 5   | 3 | 1 | 2 | 0 | 7  | 2  | +5   |
| 2 | Mexique      | 5   | 3 | 1 | 2 | 0 | 7  | 5  | +2   |
| 3 | Belgique     | 3   | 3 | 0 | 3 | 0 | 3  | 3  | 0    |
| 4 | Corée du Sud | 1   | 3 | 0 | 1 | 2 | 2  | 9  | -7   |

| 9  | 13 juin 1998 | Corée du Sud | 1 - 3 | Mexique      |
| 10 | 13 juin 1998 | Pays-Bas     | 0 - 0 | Belgique     |
| 26 | 20 juin 1998 | Belgique     | 2 - 2 | Mexique      |
| 27 | 20 juin 1998 | Pays-Bas     | 5 - 0 | Corée du Sud |
| 41 | 25 juin 1998 | Belgique     | 1 - 1 | Corée du Sud |
| 42 | 25 juin 1998 | Pays-Bas     | 2 - 2 | Mexique      |

## 1rejournée

### Corée du Sud - Mexique
| 13 juin 1998                        | Corée du Sud   | 1 - 3   | Mexique                        | Stade de Gerland, Lyon                        |                                               |
| 17 h 30 · Historique des rencontres | Ha Seok-ju 27e | (1 - 0) | 50e Peláez · 75e 84e Hernández | Spectateurs : 39 100 Arbitrage : Günter Benkö | Spectateurs : 39 100 Arbitrage : Günter Benkö |
| 17 h 30 · Historique des rencontres | Rapport        |         |                                | Spectateurs : 39 100 Arbitrage : Günter Benkö | Spectateurs : 39 100 Arbitrage : Günter Benkö |

### Pays-Bas - Belgique
| Match 10                                                  | Pays-Bas     | 0 - 0   | Belgique                     | Stade de France, Saint-Denis                       |                                                    |
| 13 juin 1998 · 21 h 0 (UTC+1) · Historique des rencontres |              | (0 - 0) |                              | Spectateurs : 77 000 Arbitrage : Pierluigi Collina | Spectateurs : 77 000 Arbitrage : Pierluigi Collina |
| 13 juin 1998 · 21 h 0 (UTC+1) · Historique des rencontres | Kluivert 82e | Rapport | 20e Staelens · 30e Deflandre | Spectateurs : 77 000 Arbitrage : Pierluigi Collina | Spectateurs : 77 000 Arbitrage : Pierluigi Collina |

| Pays-Bas | Belgique |

| PAYS-BAS :      |    |                         |     |     |
|                 |    |                         |     |     |
| Gardien de but  | 01 | Edwin van der Sar       |     |     |
|                 | 20 | Aron Winter             |     |     |
|                 | 03 | Jaap Stam               |     |     |
|                 | 04 | Frank de Boer           |     |     |
|                 | 05 | Arthur Numan            |     |     |
|                 | 10 | Clarence Seedorf        |     | 65e |
|                 | 07 | Ronald de Boer          |     | 80e |
|                 | 11 | Phillip Cocu            |     |     |
|                 | 14 | Marc Overmars           |     |     |
|                 | 21 | Jimmy Floyd Hasselbaink |     | 65e |
|                 | 09 | Patrick Kluivert        | 82e |     |
| Remplaçants :   |    |                         |     |     |
|                 | 08 | Dennis Bergkamp         |     | 65e |
|                 | 12 | Boudewijn Zenden        |     | 65e |
|                 | 06 | Wim Jonk                |     | 80e |
| Sélectionneur : |    |                         |     |     |
| Guus Hiddink    |    |                         |     |     |

| BELGIQUE :      |    |                     |     |     |
|                 |    |                     |     |     |
| Gardien de but  | 01 | Filip De Wilde      |     |     |
|                 | 05 | Vital Borkelmans    |     |     |
|                 | 15 | Philippe Clement    |     |     |
|                 | 03 | Lorenzo Staelens    | 20e |     |
|                 | 17 | Mike Verstraeten    |     |     |
|                 | 02 | Bertrand Crasson    |     | 22e |
|                 | 21 | Danny Boffin        |     |     |
|                 | 06 | Franky Van der Elst |     |     |
|                 | 07 | Marc Wilmots        |     |     |
|                 | 10 | Luc Nilis           |     |     |
|                 | 08 | Luis Oliveira       |     | 60e |
| Remplaçants :   |    |                     |     |     |
|                 | 22 | Éric Deflandre      | 30e | 22e |
|                 | 20 | Émile Mpenza        |     | 60e |
| Sélectionneur : |    |                     |     |     |
| Georges Leekens |    |                     |     |     |

## 2ejournée

### Belgique - Mexique
| 20 juin 1998                        | Belgique        | 2 - 2   | Mexique                             | Stade de Bordeaux, Bordeaux                  |                                              |
| 17 h 30 · Historique des rencontres | Wilmots 42e 47e | (1 - 0) | 55e (pen.) García Aspe · 62e Blanco | Spectateurs : 31 800 Arbitrage : Hugh Dallas | Spectateurs : 31 800 Arbitrage : Hugh Dallas |
| 17 h 30 · Historique des rencontres | Rapport         |         |                                     | Spectateurs : 31 800 Arbitrage : Hugh Dallas | Spectateurs : 31 800 Arbitrage : Hugh Dallas |

### Pays-Bas - Corée du Sud
| 20 juin 1998                       | Pays-Bas                                                                    | 5 - 0   | Corée du Sud | Stade Vélodrome, Marseille                      |                                                 |
| 21 h 0 · Historique des rencontres | Cocu 37e · Overmars 41e · Bergkamp 71e · Van Hooijdonk 80e · R. de Boer 83e | (2 - 0) |              | Spectateurs : 55 000 Arbitrage : Ryszard Wójcik | Spectateurs : 55 000 Arbitrage : Ryszard Wójcik |
| 21 h 0 · Historique des rencontres | Rapport                                                                     |         |              | Spectateurs : 55 000 Arbitrage : Ryszard Wójcik | Spectateurs : 55 000 Arbitrage : Ryszard Wójcik |

## 3ejournée

### Belgique - Corée du Sud
| 25 juin 1998                       | Belgique | 1 - 1   | Corée du Sud      | Parc des Princes, Paris                                    |                                                            |
| 16 h 0 · Historique des rencontres | Nilis 7e | (1 - 0) | 72e Yoo Sang-chul | Spectateurs : 45 500 Arbitrage : Márcio Rezende de Freitas | Spectateurs : 45 500 Arbitrage : Márcio Rezende de Freitas |
| 16 h 0 · Historique des rencontres | Rapport  |         |                   | Spectateurs : 45 500 Arbitrage : Márcio Rezende de Freitas | Spectateurs : 45 500 Arbitrage : Márcio Rezende de Freitas |

### Pays-Bas - Mexique
| 25 juin 1998                       | Pays-Bas                 | 2 - 2   | Mexique                      | Stade Geoffroy-Guichard, Saint-Étienne                |                                                       |
| 16 h 0 · Historique des rencontres | Cocu 4e · R. de Boer 18e | (2 - 0) | 75e Peláez · 90+4e Hernández | Spectateurs : 30 600 Arbitrage : Abdul Rahman Al-Zeid | Spectateurs : 30 600 Arbitrage : Abdul Rahman Al-Zeid |
| 16 h 0 · Historique des rencontres | Rapport                  |         |                              | Spectateurs : 30 600 Arbitrage : Abdul Rahman Al-Zeid | Spectateurs : 30 600 Arbitrage : Abdul Rahman Al-Zeid |

## Buteurs
| Rang  | Joueur               | Buts |
| ----- | -------------------- | ---- |
| 1     | Luis Hernández       | 3    |
| 2     | Marc Wilmots         | 2    |
| 2     | Ricardo Peláez       | 2    |
| 2     | Phillip Cocu         | 2    |
| 2     | Ronald de Boer       | 2    |
| 6     | Luc Nilis            | 1    |
| 6     | Ha Seok-ju           | 1    |
| 6     | Yoo Sang-chul        | 1    |
| 6     | Cuauhtémoc Blanco    | 1    |
| 6     | Alberto García Aspe  | 1    |
| 6     | Dennis Bergkamp      | 1    |
| 6     | Marc Overmars        | 1    |
| 6     | Pierre van Hooijdonk | 1    |
| TOTAL | TOTAL                | 19   |